# Batalla de Seseña
La batalla de Seseña fue un combate de la guerra civil española que se desarrolló en la zona de Seseña (Toledo) en 1936. Es conocida por ser la primera intervención destacada de los carros de combate soviéticos T-26 durante la guerra civil española.

## Antecedentes
El 7 de octubre las columnas de Castejón y Barrón avanzan ocupando fácilmente Almorox, Escalona, Fuensalida, Quismondo y Santa Cruz del Retamar, para el 21 de octubre se encuentran en Navalcarnero a 30 kilómetros de la capital.
El 17 de octubre avanza la columna de Varela tomando Olías del Rey, llegando a Yuncos e Illescas al día siguiente.
El 25 de octubre de 1936, una decisión del general Emilio Mola modificaba el plan de avance de las columnas insurgentes sobre la capital, Madrid. El primitivo proyecto, tal como se había dispuesto en las Directivas de los días 3 y 7 de octubre, preveía una marcha armónica de todas las columnas que progresaban hacia la capital y asignaba precisamente a las fuerzas del sector Norte la misión de ocupar el triángulo Navalperal-El Escorial-El Tiemblo, con lo que se buscaba la caída del frente de la sierra de Guadarrama por envolvimiento, maniobra a la que ahora se renunciaba. Las dificultades que las columnas del sector Norte encontraban en su avance obligaron a mantenarlas en una defensiva activa a fin de concentrar todos los medios en las columnas del sector Sur, Castejón, Delgado Serrano, Asensio, Barrón y Pujalte. Intentaban proteger el flanco derecho del avance. La razón de este cambio no era otra que la prisa por llegar a Madrid, acuciados por la noticia de la llegada a la zona gubernamental de importantes partidas de material de guerra procedentes de la URSS. 

"La situación internacional la política del gobierno rojo y la desmoralización de sus fuerzas y milicias y la próxima llegada de importantes refuerzos y la urgencia de proceder a la descomposición total del adversario antes de que pueda rehacerse, aconsejan concentrar en el frente de Madrid la máxima atención".
Francisco Franco, 19 de octubre de 1936.

 Estas palabras muestran la ansiedad en que vivían los mandos "rebeldes" ante los informes facilitados por los diplomáticos alemanes sobre el paso por los Dardanelos de barcos soviéticos abarrotados de armamento.

## La batalla

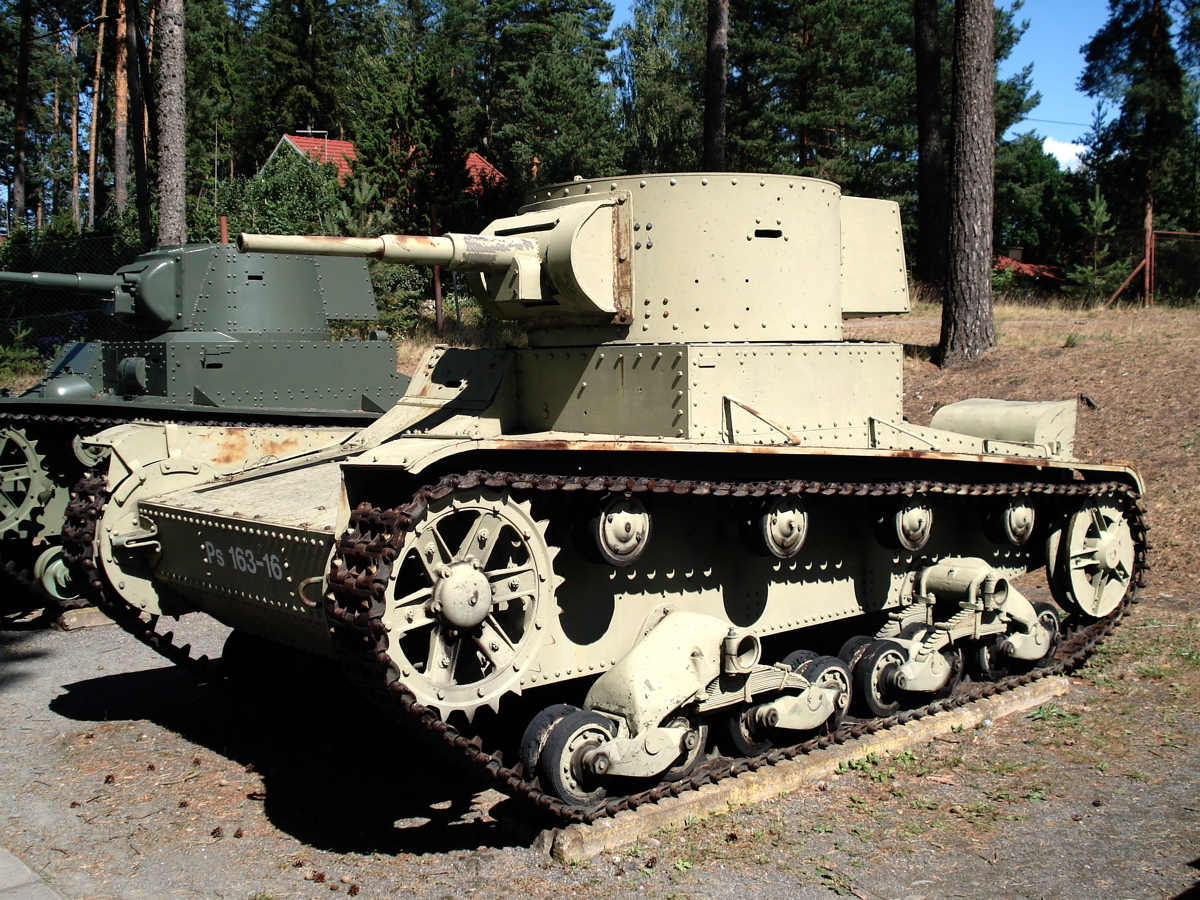
Imagen de un T-26 conservado actualmente en Finlandia. Su intervención en esta batalla iba a marcar el comienzo de la destacada carrera bélica de este vehículo.

El ataque republicano comenzó al amanecer del 29 de octubre con el avance de 15 carros T-26 al mando del capitán Paul Arman, alias "Greisser". Esta columna blindada contaba con el apoyo de la 1.ª Brigada Mixta del mayor de milicias Enrique Líster y las Columnas de milicias de Burillo y Uribarri. También contaban con el apoyo de la nueva Aviación soviética que empezaba a hacer acto de presencia. El ataque de los blindados se llevó a cabo siguiendo la nueva táctica Blitzkrieg alemana, que consistía en el ataque concentrado de los carros de combate para lograr la ruptura del frente y explotar el éxito. No obstante, la falta de vehículos motorizados para la infantería impidió a esta seguir a los blindados. Cuando los T-26 alcanzaron Seseña, sobrevino un encontronazo entre la caballería franquista y los tanques republicanos por las estrechas calles de la población.
Estaba prevista la participación de la nueva 1.ª Brigada Mixta de Líster, que tenía encomendado el ataque principal detrás de los blindados, aunque no pudo avanzar con suficiente rapidez y los nuevos carros de combate se vieron obligados a detenerse. Algo más al norte, el ataque emprendido por el Coronel Puigdengolas no logró tomar Illescas y el militar republicano acabó muerto en extrañas circunstancias. A pesar de todo, estos tanques demostraron ser eficaces y un informe de la época habla de que un tanque soviético había destruido once tanquetas italianas CV-33. Ese día fue bombardeada Sevilla por aviones Tupolev SB-2 (Katiuska), lo que elevó aún más la moral en la retaguardia republicana.
Al final, aunque la operación terminó en un fiasco y no logró detener el avance de los sublevados hacia Madrid que tomaban el último día del mes Humanes, Parla y Valdemoro. Constituyó la primera intervención de los T-26 en la contienda española.